# گری ساتن
گری ساتن (انگلیسی: Gary Sutton؛ زادهٔ ۲۷ مارس ۱۹۵۵) دوچرخه‌سوار اهل استرالیا است. وی در بازی‌های المپیک تابستانی ۱۹۷۶ و ۱۹۸۰ شرکت کرده است.